# Dale Olsen
Dale A. Olsen (* 10. Juli 1941 in Albert Lea, Minnesota) ist ein US-amerikanischer Flötist, Musikwissenschaftler und -pädagoge.

## Leben
Olsen studierte bis 1966 Musikgeschichte und Flöte an der University of Minnesota. Danach ging er mit seiner Frau als Freiwilliger des Friedenscorps nach Santiago de Chile und wurde Erster Flötist des Philharmonieorchesters von Chile. 1973 erlangte er den Doktorgrad an der University of California, Los Angeles. Danach begann er an der Florida State University zu unterrichten, wo von 2001 bis zu seiner Emeritierung 2008 als Distinguished Research Professor wirkte.
Olsen betrieb musikethnologische Forschungen in Südamerika, Italien, China, Korea, Tonga, Japan, Irland, Vietnam, Thailand und Panama. Er veröffentlichte mehr als einhundert Publikationen, darunter sieben Bücher. Für Music of the Warao of Venezuela: Song People of the Rain Fores erhielt er 1997 den Merriam Prize für das herausragendste musikethnologische Buch. Er war Herausgeber von Music of Latin America und Mitherausgeber des zweiten Bandes der Garland Encyclopedia of World Music. Seine Artikel erschienen in Fachzeitschriften wie dem Journal of the American Musical Instrument Society, dem Asian Music Journal, der Zeitschrift Ethnomusicology, der Latin American Music Review, dem College Music Symposium und dem Journal of Latin American Lore.
Daneben spielte Olsen als Flötist neben der Block- und Querflöte auch verschiedene indigene Instrumente Südamerikas und erhielt ein  Diplom als Shihan für die japanische Shakuhachi (als Schüler von Tsuna Iwami).

## Schriften
- Music of the Warao of Venezuela: Song People of the Rain Forest
- Popular Music of Vietnam: The Politics of Remembering, The Economics of Forgetting
- Musics of Many Cultures: Study Guide and Workbook
- Music of El Dorado: The Ethnomusicology of Ancient South American Cultures
- The Chrysanthemum and the Song: Music, Memory, and Identity in the South American Japanese Diaspora
- The Garland Handbook of Latin American Music